# رنه مایر
رنه مایر (فرانسوی: René Mayer‎؛ زادهٔ ۴ مه ۱۸۹۵ – درگذشتهٔ ۱۳ دسامبر ۱۹۷۲) یک سیاست‌مدار اهل فرانسه بود.